# Tai'an
Tai'an is een stad in de gelijknamige prefectuur in westen van de noordoostelijke provincie Shandong, Volksrepubliek China. Tai'an grenst in het noorden aan Jinan, in het noordoosten aan Laiwu, in het oosten aan Zibo, in het zuidoosten aan Linyi, in het zuiden aan Jining en grenst kort in het westen aan Liaocheng.
Bij de volkstelling van 2020 had de stad 1.416.591 inwoners, de gehele prefectuur had 5.472.217 inwoners.
Andere grote steden in de prefectuur zijn Feicheng en Xintai.